# Pteronymia albicans
Pteronymia albicans är en fjärilsart som beskrevs av Richard Haensch 1905. Pteronymia albicans ingår i släktet Pteronymia och familjen praktfjärilar. Inga underarter finns listade.